# Conor Leslie
Conor Leslie (Millburn, 10 aprile 1991) è un'attrice statunitense, conosciuta per il ruolo di Natasha in Other Space, Donna Troy in Titans e Trudy in The Man in the High Castle, mentre nel grande schermo è apparsa in film come Beware the Gonzo, Parts Per Billion e Chained.

## Filmografia

### Cinema
- Beware the Gonzo, regia di Bryan Goluboff (2010)
- Chained, regia di Jennifer Lynch (2012)
- Campus Life, regia di Cathy Scorsese e Kenneth M. Waddell (2013)
- Verso la fine del mondo (Parts Per Billion), regia di Brian Horiuchi (2014)
- Dirty Beautiful, regia di Tim Bartell (2015)
- Down, regia di Dylan Leslie – cortometraggio (2017)
- Dark Web: Cicada 3301, regia di Alan Ritchson (2021)

### Televisione
- M.O.N.Y., regia di Spike Lee – film TV (2007)
- The Unusuals - I soliti sospetti (The Unusuals) – serie TV, episodio 1x06 (2009)
- Widow Detective, regia di Davis Guggenheim – film TV (2012)
- Law & Order - I due volti della giustizia (Law & Order) – serie TV, episodio 20x23 (2010)
- Law & Order: Criminal Intent – serie TV, episodio 9x09 (2010)
- 90210 – serie TV, episodio 3x05 (2010)
- No Ordinary Family – serie TV, episodio 1x11 (2011)
- Rizzoli & Isles – serie TV, episodio 4x11 (2013)
- Revenge – serie TV, episodi 3x04-3x12-3x13 (2013-2014)
- Klondike, regia di Simon Cellan Jones – miniserie TV (2014)
- Hawaii Five-0 – serie TV, episodio 4x17 (2014)
- Other Space – serie TV, 8 episodi (2015)
- The Blacklist – serie TV, episodi 3x05-3x06 (2015)
- Major Crimes – serie TV, episodi 4x12 (2015)
- L'uomo nell'alto castello (The Man in the High Castle) – serie TV, 5 episodi (2015-2018)
- Graves – serie TV, 4 episodi (2016-2017)
- Elementary – serie TV, episodio 5x05 (2016)
- Shots Fired – serie TV, 10 episodi (2017)
- Gone – serie TV, episodio 1x02 (2017)
- Titans – serie TV, 14 episodi (2018-2021) – Donna Troy
- Shrimp, regia di Zelda Williams – cortometraggio TV (2018)

## Doppiatrici italiane
Nelle versioni in italiano delle opere in cui ha recitato, Conor Leslie è stata doppiata da:
- Roberta Maraini in Klondike
- Rossa Caputo in Major Crimes
- Isabella Benassi ne L'uomo nell'alto castello
- Valentina Favazza in Titans (st. 1)
- Emanuela Damasio in Titans (st. 2-4)